# Coalizão Global do Clima
A Coalizão Global do Clima (GCC) (1989-2001) foi um grupo de lobby internacional de empresas que se opôs a ações para reduzir as emissões de gases de efeito estufa e se envolveu na negação da mudança climática, desafiando publicamente a ciência por trás do aquecimento global. A GCC foi o maior grupo do ramo industrial atuante em políticas climáticas e o mais proeminente defensor do setor em negociações climáticas internacionais. Ela estava envolvido na oposição ao Protocolo de Quioto e desempenhou um papel importante no bloqueio da ratificação pelos Estados Unidos. A coalizão sabia que não poderia negar a ciência, mas procurou semear dúvidas sobre o consenso científico a respeito das mudanças climáticas e fabricar uma controvérsia.
A GCC foi dissolvida em 2001, depois que o número de membros diminuiu em função da melhor compreensão do papel dos gases de efeito estufa na mudança climática e das criticas públicas. Ela declarou que seu objetivo principal havia sido alcançado: O presidente dos EUA, George W. Bush, retirou os EUA, que sozinhos respondiam por quase um quarto das emissões mundiais de gases de efeito estufa, do Protocolo de Quioto por meio de uma votação do Senado para não ratificar o tratado. Este fato tornou inatingível uma redução global obrigatória de emissões.

## Fundação
A Coalizão Global pelo Clima (GCC) foi formada em 1989 como um projeto sob os auspícios da Associação Nacional de Fabricantes [en]. A GCC surgiu para representar os interesses dos principais produtores e consumidores de combustíveis fósseis, para se opor à regulamentação para mitigar o aquecimento global e para contestar a ciência por trás do aquecimento global. O contexto para a fundação da GCC a partir de 1988 incluiu o estabelecimento do Painel Intergovernamental sobre Mudanças Climáticas (IPCC) e o testemunho do climatologista da NASA James Hansen no Congresso de que as mudanças climáticas estavam ocorrendo. Os escritórios de assuntos governamentais de algumas corporações reconheceram que haviam se organizado de forma inadequada para o Protocolo de Montreal, o tratado internacional que eliminou gradualmente os clorofluorcarbonetos que destroem a camada de ozônio, e a Lei do Ar Limpo [en] nos Estados Unidos, e reconheceram que os combustíveis fósseis seriam o próximo alvo de regulamentação.
Segundo a declaração de missão da GCC na página inicial de seu site, a GCC foi criada para: "coordenar a participação empresarial no debate político internacional sobre a questão da mudança climática global e do aquecimento global", e o diretor-executivo da GCC, em um comunicado à imprensa de 1993, disse que a GCC foi organizada "como a principal voz do setor industrial na questão da mudança climática global".
A GCC se reorganizou de forma independente em 1992, e o primeiro presidente da diretoria foi o diretor de relações governamentais da Phillips Petroleum Company. A Exxon, mais tarde ExxonMobil, foi membro fundador e membro fundador da diretoria da GCC; a gigante do setor de energia também teve um papel de liderança na coalizão. O Instituto Americano do Petróleo [en] (API) foi um dos principais membros da coalizão. O vice-presidente executivo do API também foi presidente do conselho de diretores da coalizão. Outros membros fundadores do GCC incluíam a Associação Nacional do Carvão [en], a Câmara de Comércio dos Estados Unidos [en], a Associação Americana de Florestas e Papel [en] e o Edison Electric Institute [en]. O diretor-executivo da GCC, John Shlaes, foi anteriormente diretor de relações governamentais do Edison Electric Institute. A GCC era administrada pela Ruder Finn [en], uma empresa de relações públicas. A abrangente campanha de relações públicas da GCC foi elaborada por E. Bruce Harrison [en], que havia criado campanhas para o setor dos EUA contra a legislação ambiental desde a década de 1970.
A GCC era o maior grupo do setor ativo na política climática. Cerca de 40 empresas e associações industriais eram membros da GCC. Considerando as corporações associadas, as associações comerciais associadas e as empresas representadas por associações comerciais associadas, o GCC representava mais de 230 000 empresas. Os setores industriais representados incluíam: alumínio, papel, transporte, geração de energia, petróleo, produtos químicos e pequenas empresas. Todas as principais empresas de petróleo eram membros até 1996 (a Shell saiu em 1998). Os membros da GCC eram de setores que teriam sido afetados negativamente por limitações no consumo de combustíveis fósseis. Ela era financiada pelas contribuições dos membros.

## Atividades de representação
A GCC foi um dos grupos de lobby mais poderosos contra ações para mitigar o aquecimento global. Foi o mais proeminente representante do setor industrial nas negociações internacionais sobre o clima e liderou uma campanha contrária às políticas de redução das emissões de gases de efeito estufa. A GCC era uma das mais poderosas organizações não governamentais que representavam os interesses empresariais na política climática, de acordo com Kal Raustiala, professor da Faculdade de Direito da UCLA [en].
As atividades de campanha da GCC incluíam lobby junto a autoridades governamentais, lobby popular por meio de comunicados à imprensa e publicidade, participação em conferências internacionais sobre o clima, críticas aos processos das organizações internacionais sobre o clima, críticas aos modelos climáticos e ataques pessoais a cientistas e ambientalistas. As posições políticas defendidas pela coalizão incluíam a negação da mudança climática antropogênica, enfatizando a incerteza na climatologia, defendendo pesquisas adicionais, destacando os benefícios e minimizando os riscos da mudança climática, enfatizando a prioridade do desenvolvimento econômico, defendendo a soberania nacional e a oposição à regulamentação das  emissões de gases de efeito estufa.
A GCC enviou delegações a todas as principais conferências internacionais sobre o clima. Somente nações e organizações sem fins lucrativos podem enviar delegados oficiais para as conferências sobre mudanças climáticas das Nações Unidas. A GCC se registrou na Convenção-Quadro das Nações Unidas sobre Mudança Climática (UNFCCC) como uma organização não governamental, e os executivos dos membros da GCC participaram das conferências oficiais da ONU como delegados da GCC.
Em 1990, depois que o presidente dos EUA, George H. W. Bush, discursou no Painel Intergovernamental sobre Mudanças Climáticas (IPCC), pedindo cautela na resposta ao aquecimento global e não oferecendo novas propostas, a GCC disse que o discurso de Bush foi "muito forte" e concordou com as prioridades de desenvolvimento econômico e pesquisa adicional. A GCC enviou 30 participantes para a Cúpula da Terra de 1992, no Rio de Janeiro, onde fez lobby para manter as metas e os cronogramas fora da Convenção-Quadro sobre Mudanças Climáticas. Em dezembro de 1992, o diretor executivo da GCC escreveu em uma carta ao The New York Times: "... há um debate considerável sobre se os gases de efeito estufa produzidos pelo homem (produzidos principalmente pela queima de combustíveis fósseis) estão ou não desencadeando uma perigosa tendência de 'aquecimento global'." Em 1992, a GCC distribuiu um vídeo de meia hora intitulado The Greening of Planet Earth [en] (O Verdejar do Planeta Terra) a centenas de jornalistas, à Casa Branca e a vários países produtores de petróleo do Oriente Médio, sugerindo que o aumento do dióxido de carbono atmosférico poderia aumentar a produção agrícola e solucionar o problema da fome no mundo.
Em 1993, depois que o então presidente dos EUA, Bill Clinton, se comprometeu a "reduzir nossas emissões de gases de efeito estufa aos níveis de 1990 até o ano 2000", o diretor-executivo da GCC disse que isso "poderia comprometer a saúde econômica da nação". O lobby da GCC foi fundamental para a derrota no Senado dos Estados Unidos da proposta de imposto BTU [en] de Clinton em 1993. Em 1994, depois que o Secretário de Energia dos Estados Unidos, Hazel R. O'Leary [en], disse que a UNFCCC de 1992 precisava ser fortalecida e que as reduções voluntárias de dióxido de carbono poderiam não ser suficientes, a GCC disse que estava: "perturbado pela implicação de que o plano de ação climática voluntária do presidente, que está apenas começando, será inadequado e que medidas mais rigorosas poderiam ser necessárias internamente".
A GCC não financiou pesquisas científicas originais e suas afirmações sobre o clima baseavam-se principalmente na World Climate Review e em seu sucessor, o World Climate Report [en], editado por Patrick Michaels [en] e financiado pela Western Fuels Association [en]. A GCC promoveu pontos de vista de negacionistas do clima, como Fred Singer e Richard Lindzen. GCC promoveu as opiniões de negacionistas do clima, como Michaels, Fred Singer [en] e Richard Lindzen [en]. Em 1996, o GCC publicou um relatório intitulado Global warming and extreme weather: fact vs. fiction (Aquecimento global e clima extremo: fato versus ficção), escrito por Robert E. Davis [en].
Os membros da GCC questionaram a eficácia da negação da mudança climática e mudaram sua mensagem para destacar os custos econômicos das regulamentações propostas para a emissão de gases de efeito estufa e a eficácia limitada das propostas que isentam as nações em desenvolvimento. Em 1995, depois que a conferência das Nações Unidas sobre Mudanças Climáticas, realizada em Berlim, concordou em negociar os limites de emissão de gases de efeito estufa, o diretor-executivo da GCC disse que o acordo dava "aos países em desenvolvimento, como China, Índia e México, uma vantagem" e "mudaria as relações entre os países soberanos e as Nações Unidas". Isso pode ter implicações muito significativas. Pode ser uma forma de limitar nossa economia”. Em uma coletiva de imprensa em Washington, D.C., às vésperas da segunda conferência das Nações Unidas sobre Mudança Climática em Genebra, o diretor-executivo da GCC disse: "O momento da decisão ainda não é agora". Na conferência em Genebra, a GCC emitiu uma declaração dizendo que era muito cedo para determinar as causas do aquecimento global. Os representantes da GCC também fizeram lobby com os cientistas na conferência do IPCC em setembro de 1996 na Cidade do México.
Depois que o ator Leonardo DiCaprio, que presidiu o Dia da Terra 2000, entrevistou Clinton para a ABC News, o GCC enviou um e-mail dizendo que o primeiro carro de DiCaprio foi um Jeep Grand Cherokee e que seu carro atual era um Chevrolet Tahoe.

### Predicting Future Climate Change: A Primer
Em 1995, o GCC reuniu um comitê consultivo de especialistas técnicos e científicos para compilar um relatório interno de 17 páginas sobre ciência climática intitulado Predicting Future Climate Change: A Primer (Previsão de mudanças climáticas futuras: Uma cartilha), que afirmava: “A base científica do Efeito Estufa e o impacto potencial das emissões humanas de gases de efeito estufa, como o CO2, sobre o clima estão bem estabelecidos e não podem ser negados.” No início de 1996, o comitê operacional do GCC solicitou ao comitê consultivo que suprimisse as seções que refutavam argumentos contrários, aceitou o relatório e o distribuiu aos membros. O documento preliminar foi divulgado em uma ação judicial de 2007 movida pelo setor automobilístico contra os esforços do Estado da Califórnia para regulamentar as emissões de gases de efeito estufa dos automóveis.
Segundo o The New York Times, a cartilha demonstrou que “mesmo enquanto a coalizão trabalhava para influenciar a opinião, seus próprios especialistas técnicos e científicos estavam informando que a ciência que apoiava o papel dos gases de efeito estufa no aquecimento global não podia ser refutada”. Para a Union of Concerned Scientists em 2015, a cartilha era: “notável por mostrar indiscutivelmente que, embora o engano de algumas empresas de combustíveis fósseis sobre a ciência climática tenha continuado até hoje, pelo menos duas décadas atrás os próprios especialistas científicos das empresas estavam alertando-as internamente sobre as realidades e implicações da mudança climática”.

### Segundo Relatório de Avaliação do IPCC
A GCC foi uma participante da indústria no processo de revisão do Segundo Relatório de Avaliação do IPCC [en]. Em 1996, antes da publicação do Segundo Relatório de Avaliação, a GCC distribuiu um relatório intitulado The IPCC: Institutionalized Scientific Cleansing (O IPCC: limpeza científica institucionalizada) a repórteres, congressistas e cientistas dos EUA. O relatório da coalizão afirmava que Benjamin D. Santer [en], principal autor do Capítulo 8 da avaliação, intitulado “Detection of Climate Change and Attribution of Causes” (Detecção de mudanças climáticas e atribuição de causas), havia alterado o texto, após a aceitação pelo Grupo de Trabalho e sem a aprovação dos autores, para retirar o conteúdo que caracterizava a incerteza da ciência. Frederick Seitz repetiu as acusações da GCC em uma carta ao The Wall Street Journal publicada em 12 de junho de 1996. A coalizão publicou anúncios em jornais que diziam: “a menos que a administração do IPCC se comprometa prontamente a republicar as versões impressas (...) a credibilidade do IPCC terá sido perdida”.
Santer e seus coautores disseram que as edições foram integrações de comentários da revisão por pares, conforme os processos acordados pelo IPCC.

### Oposição ao Protocolo de Quioto
A GCC foi o principal grupo do setor industrial nos Estados Unidos que se opôs ao Protocolo de Quioto, que comprometeu os signatários a reduzir as emissões de gases de efeito estufa. A coalizão “foi o principal grupo do setor a trabalhar em oposição ao Protocolo de Quioto”, segundo o Greenpeace, e liderou a oposição ao Protocolo de Quioto, conforme o Los Angeles Times.
Antes de 1997, a GCC gastava cerca de 1 milhão de dólares por ano fazendo lobby contra os limites das emissões de CO₂; antes de Quioto, a receita anual da GCC atingiu um pico de cerca de 1,5 milhão de dólares; a GCC gastou 13 milhões em publicidade em oposição ao tratado de Quioto. A coalizão financiou o Global Climate Information Project e contratou a empresa de publicidade que produziu a campanha publicitária de 1993-1994 da Harry and Louise [en], que se opôs à iniciativa de assistência médica de Clinton. Os anúncios diziam: “o Tratado Climático da ONU não é global... e não funcionará” e “os americanos pagarão o preço... 50 centavos a mais por cada galão de gasolina”.
A GCC se opôs à assinatura do Protocolo de Quioto por Clinton. A GCC foi influente na desistência do Protocolo de Quioto pelo governo do presidente George W. Bush. Segundo as notas informativas preparadas pelo Departamento de Estado dos Estados Unidos para o subsecretário de Estado, a rejeição do Protocolo de Quioto por Bush foi “em parte baseada na contribuição” da GCC. O lobby da GCC foi fundamental para a aprovação unânime no Senado dos Estados Unidos, em julho de 1997, da Resolução Byrd-Hagel [en], que refletiu a posição da coalizão de que as restrições às emissões de gases de efeito estufa devem incluir os países em desenvolvimento. O presidente do GCC disse a um comitê do Congresso dos Estados Unidos que os limites obrigatórios de emissões de gases de efeito estufa eram “uma corrida injustificada para o julgamento”. A coalizão enviou 50 delegados para a terceira Conferência das Partes da Conferência das Nações Unidas sobre Mudança Climática, em Quioto. Em 11 de dezembro de 1997, no dia em que os delegados de Kyoto chegaram a um acordo sobre limites legalmente obrigatórios para as emissões de gases de efeito estufa, o presidente da GCC disse que o acordo seria derrotado pelo Senado dos EUA. Em 2001, o diretor-executivo da GCC comparou o Protocolo de Quioto ao RMS Titanic.

## Diminuição do quadro associativo
O desafio da GCC à ciência provocou uma reação negativa de grupos ambientalistas. Os ambientalistas descreveram a GCC como um “clube para poluidores” e pediram aos membros que retirassem seu apoio. “O abandono da Coalizão Global do Clima pelas principais empresas é, em parte, uma resposta à crescente evidência de que o mundo está, de fato, ficando mais quente”, declarou o ambientalista Lester R. Brown. Em 1998, os delegados do Partido Verde no Parlamento Europeu apresentaram uma proposta malsucedida para que a Organização Meteorológica Mundial desse aos furacões o nome de membros da GCC. As deserções enfraqueceram a coalizão. Em 1996, a British Petroleum renunciou e, posteriormente, anunciou seu apoio ao Protocolo de Quioto e seu compromisso com a redução das emissões de gases de efeito estufa. Em 1997, a Royal Dutch Shell se retirou após críticas de grupos ambientais europeus. No ano de 1999, a Ford Motor Company foi a primeira empresa norte-americana a se retirar; o New York Times descreveu a saída como “o mais recente sinal de divisões dentro do setor de indústria pesada sobre como responder ao aquecimento global". A DuPont deixou a coalizão em 1997 e a Shell USA (então conhecida como Shell Oil Company) saiu em 1998. Em 2000, os membros corporativos da GCC foram alvos de uma campanha nacional de desinvestimento em universidades liderada por estudantes. Entre dezembro de 1999 e o início de março de 2000, a Texaco, a Southern Company [en], a General Motors e a Daimler-Chrysler se retiraram. Alguns ex-membros da coalizão se juntaram ao Business Environmental Leadership Council do Centro Pew sobre Mudanças Climáticas Globais [en], que representava diversas partes interessadas, inclusive interesses empresariais, com um compromisso com a pesquisa científica revisada por pares e aceitava a necessidade de restrições de emissões para lidar com as mudanças climáticas.
Em 2000, a GCC foi reestruturada como uma associação de associações comerciais. A filiação era limitada a associações comerciais, e as corporações individuais eram representadas por meio de sua associação. Brown chamou a reestruturação de “um esforço velado para ocultar o verdadeiro problema - a perda de tantos membros corporativos importantes”.

## Dissolução
Depois que o presidente dos EUA, George W. Bush, retirou os EUA das negociações de Quioto em 2001, a GCC foi dissolvida. Sem a participação dos EUA, a eficácia da rodada de Quioto foi limitada. A GCC afirmou em seu site que sua missão havia sido cumprida com sucesso, escrevendo: “Neste momento, tanto o Congresso quanto a Administração concordam que os EUA não devem aceitar os cortes obrigatórios nas emissões exigidos pelo protocolo”. Redes de lobistas [en] bem financiados do setor industrial e outros grupos negacionistas da mudança climática continuam seu trabalho.

## Reações
Em 2015, a Union of Concerned Scientists (União dos Cientistas Preocupados) comparou o papel da GCC no debate de políticas públicas sobre as mudanças climáticas aos papéis no debate de políticas públicas sobre a segurança do tabaco do Tobacco Institute [en], o grupo lobista do setor de tabaco, e do Council for Tobacco Research (Conselho para Pesquisa do Tabaco), que promoveu uma ciência enganosa. O ambientalista Bill McKibben [en] afirmou que, ao promover a dúvida sobre a ciência, “durante toda a década de 1990, mesmo quando outras nações tomaram medidas, a Coalizão Global do Clima do setor de combustíveis fósseis conseguiu fazer com que os jornalistas americanos tratassem o aquecimento acelerado como uma história de ele-disse-ela-disse”. Segundo o Los Angeles Times, os membros da GCC integraram projeções de modelos climáticos em seu planejamento operacional, enquanto criticavam publicamente estes modelos.
O ex-vice-presidente Al Gore descreveu a campanha de bloqueio das empresas petrolíferas como “o crime mais grave da era pós-Segunda Guerra Mundial”.

## Membros
- American Electric Power [en][nota 1]
- American Farm Bureau Federation [en][nota 2]
- American Highway Users Alliance [en][nota 2]
- American Iron and Steel Institute [en][nota 1][nota 2]
- American Paper Institute,[nota 3] posteriormente American Forest & Paper Association [en][nota 2]
- American Petroleum Institute [en][nota 1][nota 4][nota 2]
- Amoco[nota 1]
- ARCO (Atlantic Richfield Company) [en][nota 1]
- Associação das Ferrovias Americanas [en][nota 2]
- Aliança Internacional de Fabricantes de Automóveis [en][nota 1][nota 4]
- British Petroleum[nota 5]
- Chemical Manufacturers Association,[nota 1] posteriomente American Chemistry Council [en][nota 2]
- Chevron[nota 6]
- DaimlerChrysler[nota 7][nota 5]
- Dow Chemical Company[nota 1]
- DuPont[nota 1][nota 5]
- Edison Electric Institute [en][nota 1][nota 2]
- Enron[nota 1]
- ExxonMobil (por meio de seus dois antecessores)[nota 4]
- Ford Motor Company[nota 7][nota 5]
- General Motors Company[nota 7][nota 5]
- Illinois Power [en][nota 1]
- Automobile Manufacturers Association [en][nota 1]
- National Association of Manufacturers [en][nota 1][nota 4][nota 2]
- National Coal Association [en][nota 1]
- National Mining Association [en][nota 2]
- National Rural Electric Cooperative Association [en][nota 2]
- Ohio Edison [en][nota 1]
- Phillips Petroleum[nota 1]
- Shell Oil[nota 7][nota 5][nota 6]
- Southern Company [en][nota 1][nota 7]
- Texaco[nota 1][nota 7][nota 5]
- Union Electric Company [en][nota 1]
- Câmara de Comércio dos Estados Unidos [en][nota 1][nota 2]